# Art director
Art director (en AD’er) er en stillingsbetegnelse for en person, der er beskæftiget typisk indenfor reklamebranchen. En AD’er er med til udvikle og synliggøre et præcist defineret budskab i en kampagne, så det kan distribueres via forskellige kanaler: på plakater, i tv , i annoncer, på nettet m.m.
| Job | Spire Denne artikel om et job eller en stillingsbetegnelse er en spire som bør udbygges. Du er velkommen til at hjælpe Wikipedia ved at udvide den. |